# Charles Delahay
Frederic Charles Delahay (ur. 19 marca 1905 w Pembroke, zm. 17 marca 1973 w Muskoka) – kanadyjski hokeista, złoty medalista zimowych igrzysk olimpijskich w Sankt Moritz.